# Stefan Witwicki
Stefan Witwicki (1801-1847) fue un poeta polaco.
Es conocido sobre todo por las musicalizaciones de sus poemas que realizaron Frédéric Chopin, Stanisław Moniuszko y Francis Poulenc.

## Obras
Witwicki escribió:
- poesía, entre ellas la popular Piosenki sielskie (Canciones idílicas, 1830), a las que pusieron música Frédéric Chopin, Stanisław Moniuszko y otros;
- un ciclo de paráfrasis, Poezje biblijne (Poemas bíblicos, 1830);
- un poema dramático, Edmund (1829); y
- un elogio al tradicionalismo, en sus escritos en prosa, Wieczory pielgrzyma (A Pilgrim's Evenings, 1837-42; edición ampliada, 1844-45).